# Wishes: A Holiday Album
Wishes: A Holiday Album – złożony ze świątecznych piosenek album saksofonisty Kenny’ego G, wydany w 2002 roku. Uplasował się on na szczycie notowania Contemporary Jazz, na pozycji #2 listy Contemporary Jazz Albums, na miejscu #29 Billboard 200 oraz #34 R&B/Hip-Hop Albums, a także #64 Internet Albums.

## Lista utworów
1. „Deck the Halls / The Twelve Days of Christmas” - 3:01
2. „Hark! The Herald Angels Sing / O Come All Ye Faithful” - 4:37
3. „Joy to the World” - 2:29
4. „God Rest Ye Merry Gentlemen” - 4:34
5. „Rudolph the Red-Nosed Reindeer / Frosty the Snowman” - 5:21
6. „Wishes” - 3:59
7. „Do You Hear What I Hear?” - 3:08
8. „Cantique de Noel (O Holy Night)” - 4:27
9. „Jesu, Joy of Man's Desiring” - 2:07
10. „Auld Lang Syne (Freedom Mix)” - 4:53

## Single
| Rok  | Tytuł                                         | Pozycje na listach    | Pozycje na listach                  |
| Rok  | Tytuł                                         | US Adult Contemporary | US Hot R&B/Hip-Hop Singles & Tracks |
| ---- | --------------------------------------------- | --------------------- | ----------------------------------- |
| 2002 | „Deck the Halls/The Twelve Days of Christmas” | #26                   |                                     |
| 2003 | „Auld Lang Syne (Freedom Mix)”                |                       | #98                                 |